# Circuit del Jarama
El Circuit del Jarama, anomenat oficialment des del 2022 Circuito de Madrid Jarama - RACE i anteriorment, Circuito Permanente del Jarama, és un circuit de curses de 3,850 km de longitud situat a San Sebastián de los Reyes, al nord de Madrid. El nom li ve del fet de tenir a prop el riu Jarama. Inaugurat oficialment el 1967, l'equipament va posar fi a 32 anys d'absència de circuits permanents a Espanya i va permetre l'inici d'una nova etapa de desenvolupament dels esports de motor al país.

## Història
Dissenyat per John Hugenholtz (autor també del disseny dels circuits de Zandvoort i Suzuka), el circuit va ser construït el 1967 per Alessandro Rocci en una zona àrida de matolls dins del terme municipal de San Sebastián de los Reyes, concretament, al km 26 de l'A-1, dins les instal·lacions que té el Real Automóvil Club de España (RACE) a la urbanització "Ciudalcampo".
El circuit es va inaugurar l'1 de juliol de 1967 i el 23 de juliol s'hi va disputar el I Gran Premi de Madrid de Fórmula 2. El 12 de novembre d'aquell mateix any s'hi va disputar el Gran Premi d'Espanya de Fórmula 1, una cursa no puntuable per al Campionat del Món però en què van participar els millors pilots de l'època. El guanyador en fou Jim Clark (Lotus-Ford), que ja havia guanyat la prova anterior de F2, seguit de Graham Hill (Lotus-Ford) i Jack Brabham (Brabham-Repco). Un any més tard, el 12 de maig de 1968, es va celebrar el Gran Premi d'Espanya, ara ja puntuable ja per al mundial, que va acabar amb el següent podi: Graham Hill (Lotus-Ford), Denny Hulme (McLaren-Ford) i Brian Redman (Cooper-BRM).
El 1969 es va disputar el Gran Premi de Madrid de Fórmula 1, però va comptar amb una majoria de monoplaces de Fórmula 2 i Fórmula 5000. Des del 1969 al 1975, el circuit de Montjuïc es va alternar amb el del Jarama en l'organització del Gran Premi d'Espanya de Fórmula 1. Arran del greu accident durant l'edició de 1975 a Montjuïc, el Jarama va esdevenir l'única seu del Gran Premi d'Espanya des del 1976 fins al 1981.

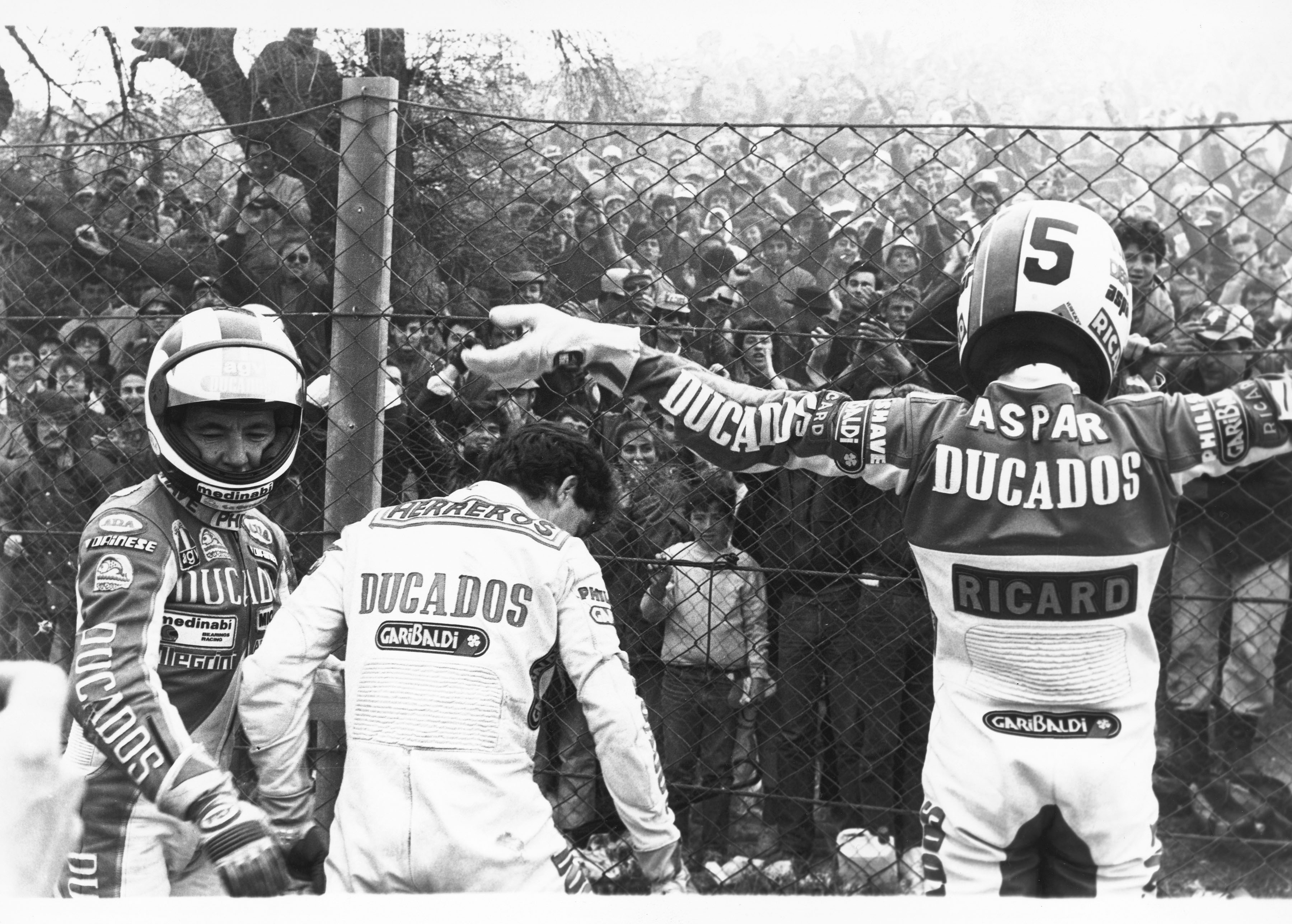
Nieto, Herreros i Aspar celebrant el seu èxit al Jarama el

El Gran Premi d'Espanya de motociclisme, puntuable per al campionat del món, es va disputar al Jarama en quinze ocasions entre 1969 i 1988. El circuit va acollir quatre Grans Premis addicionals del mateix campionat: el Gran Premi de Portugal de 1987, el Gran Premi d'Europa de 1991, el Gran Premi FIM de 1993 i el Gran Premi de Madrid de 1998. Les dues últimes curses es van crear com a substitutes d'altres de cancel·lades (Gran Premi de Sud-àfrica i Gran Premi de Portugal).
El 21 de juny de 1981, Gilles Villeneuve va guanyar amb un Ferrari 126CK l'última cursa de Fórmula 1 disputada al Jarama. Després d'això, el circuit es va considerar massa limitat per a les curses modernes i calgué esperar a 1986 per al següent Gran Premi d'Espanya, que se celebrà al circuit de Jerez. Al circuit del Jarama, però, s'hi van continuar organitzant curses de Fórmula 2, Fórmula 3, F3000 i Sport prototips, entre altres disciplines.

## Esdeveniments
A més de la Fórmula 1 i el mundial de motociclisme, el circuit del Jarama va albergar fins a finals del segle xx nombrosos campionats internacionals d'automobilisme i motociclisme: 
- Campionat del Món de resistència (1987-1989)
- BPR Global GT Series (1994-1996)
- GTR Euroseries (1998)
- Campionat de la FIA de Sport Prototips (1997)
- Fórmula 2 Europea (1967-1969, 1971 i 1983)
- Fórmula 3000 Internacional (1986-1987)
- Copa del Món de Turismes (1987)
- Campionat del Món de Superbike (1991-1992)

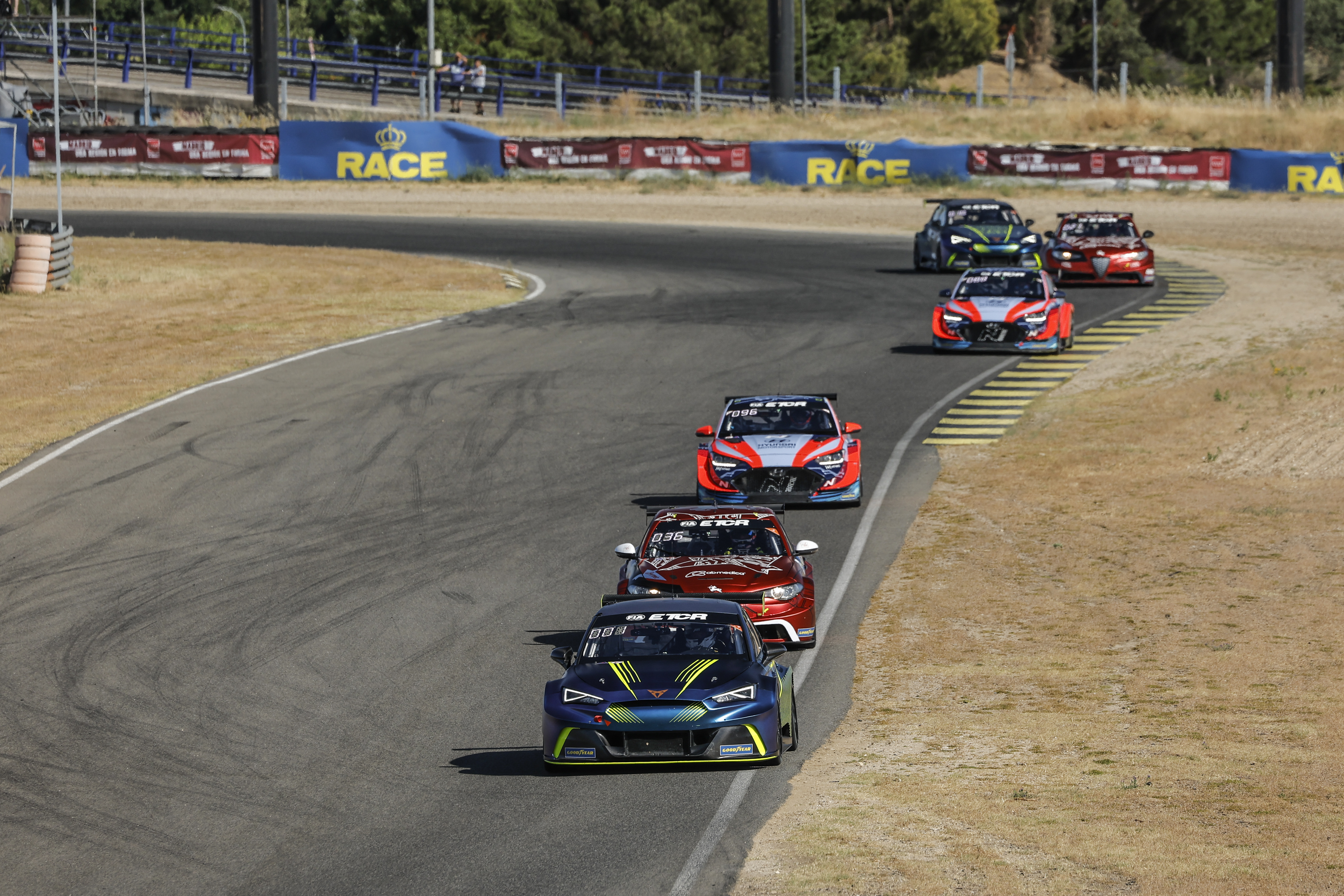
Una cursa del FIA ETCR del 2022 al Jarama

Durant la dècada del 2000, l'activitat internacional del Jarama es va veure reduïda a les World Series by Renault (2000-2004), el Campionat FIA GT (2001-2002) i la Le Mans Series (2001 i 2006).
Actualment, el circuit acull el Campionat d'Europa de curses de camions i diferents proves de campionats nacionals, com ara el Campionat d'Espanya de curses de camions, el Campionat d'Espanya de GT, les Mitjet series i l'Open d'Espanya de Resistència i algunes proves local. D'altra banda, el Jarama ha estat seu del Ral·li de la Comunitat de Madrid, puntuable per al Campionat d'Espanya de Ral·lis i en el passat el van fer servir altres proves com ara el Ral·li RACE per a celebrar-hi proves de velocitat.

## Traçat
El disseny del circuit va ser sovint criticat a l'època en què acollia Grans Premis. La seva recta principal era massa curta i la major part del traçat constava de revolts tancats i revirats, per la qual cosa avançar era extremadament difícil. Un exemple d'això va ser quan Gilles Villeneuve va defensar amb èxit el seu lideratge durant el Gran Premi d'Espanya de 1981, malgrat tenir al darrere quatre cotxes potencialment més ràpids. El Ferrari 126CK de Villeneuve, tot i que potent i ràpid a la recta, no tenia una aerodinàmica d'efecte terra tan eficient com els seus perseguidors: Jacques Laffite (Ligier-Matra V12), John Watson (McLaren-Ford), Carlos Reutemann (Williams-Ford) i Elio de Angelis (Lotus-Ford) i era més lent als girs, però allà, els rivals no van poder avançar-lo.
El circuit va anar patint diversos canvis al llarg dels anys. El 1980, arran de l'accident de Jacky Ickx i Jackie Oliver al Gran Premi de 1970, se'n va retallar la forquilla de Bugatti i el traçat passà de 3.404 a 3.312 metres. El 1990, l'ampliació de la recta de meta convertí el revolt Nuvolari en un revolt lleu d'esquerres i el revolt Fangio en una forquilla. S'hi afegí una secció entre els revolts Ascari (que passà a ser un revolt enllaçat) i Portago (que es traslladà i convertí en una forquilla). El traçat passà de 3.312 a 3.850 metres i l'amplada de la pista de 8 a 12 metres.

### Historial del traçat
- Circuit de Gran Premi original (1967–1990)
- Circuit de Gran Premi (1991–actualitat)
- Diferències entre ambdues configuracions

### Homenatges
Els revolts del Jarama que estan dedicats a algun personatge o entitat del món del motor són els següents:
- 1: Nuvolari, pilot italià de motociclisme i automobilisme, mort el 1953.
- 2: Fangio, pilot argentí d'automobilisme, cinc vegades campió de Fórmula 1, mort el 1995.
- 3: Varzi, pilot italià d'automobilisme, mort el 1948.
- 4: Le Mans, circuit francès on es disputen anualment les 24 Hores de Le Mans.
- 5: Farina, pilot italià d'automobilisme, campió de Fórmula 1, mort el 1966.
- 6: Pegaso, fabricant d'automòbils esportius (el revolt va seguit de la "Rampa Pegaso").
- 7: Ascari, pilot italià d'automobilisme, dues vegades campió de Fórmula 1, mort el 1955.
- 9: Portago, pilot espanyol d'automobilisme, mort el 1957.
- 12: Bugatti, fabricant francès d'automòbils esportius (els revolts 10 i 11 també són anomenats "Esses de Bugatti" o "Baixada de Bugatti").
- 14-15: Viratges de Monza, circuit italià.
- 16: María de Villota, pilot espanyola d'automobilisme, morta el 2013 (el revolt s'anomenava "Curva del Túnel" fins al 2017).[9]

## Guanyadors del GP d'Espanya de F1 al Jarama
| Any  | Data           | Pilot              | Equip               | Resultats |
| ---- | -------------- | ------------------ | ------------------- | --------- |
| 1981 | 21 de juny     | Gilles Villeneuve  | Ferrari             | Resultats |
| 1980 | 1 de juny      | Alan Jones         | Williams - Cosworth | Resultats |
| 1979 | 29 d'abril     | Patrick Depailler  | Ligier - Ford       | Resultats |
| 1978 | 4 de juny      | Mario Andretti     | Lotus - Ford        | Resultats |
| 1977 | 8 de maig      | Mario Andretti     | Lotus - Ford        | Resultats |
| 1976 | 2 de maig      | James Hunt         | McLaren - Ford      | Resultats |
| 1974 | 28 d'abril     | Niki Lauda         | Ferrari             | Resultats |
| 1972 | 1 de maig      | Emerson Fittipaldi | Lotus - Ford        | Resultats |
| 1970 | 19 d'abril     | Jackie Stewart     | March - Ford        | Resultats |
| 1968 | 12 de maig     | Graham Hill        | Lotus - Ford        | Resultats |
| 1967 | 12 de novembre | Jim Clark          | Lotus - Ford        | Resultats |